# Areca tunku
Areca tunku là loài thực vật có hoa thuộc họ Arecaceae. Loài này được J.Dransf. & C.K.Lim mô tả khoa học đầu tiên năm 1992.